# Gudrun Ensslin
Gudrun Ensslin (Bartholomä, 15 agosto 1940 – Stoccarda, 18 ottobre 1977) è stata una terrorista tedesca, cofondatrice, insieme ad Andreas Baader e Ulrike Meinhof, del gruppo armato di estrema sinistra noto con il nome Rote Armee Fraktion (RAF).

## Biografia
Gudrun Ensslin nacque in un piccolo paesino del Baden-Württemberg e fu la quarta di sette figli; suo padre Helmut (1909-1984) era un pastore della Chiesa evangelica tedesca, il quale in gioventù era stato un appartenente al movimento culturale tedesco dei Wandervogel. Studiò grammatica presso la scuola di Tuttlingen, dedicandosi nel frattempo allo studio della Bibbia nei gruppi giovanili parrocchiali. Nel 1958 a suo padre Helmut venne affidata la chiesa luterana di Bad Canstatt, un sobborgo di Stoccarda, e dovette trasferirsici con la famiglia, mentre la giovane Gudrun era negli Stati Uniti per un periodo di studio, durante il quale venne ospitata in una comunità metodista in Pennsylvania. L'esperienza statunitense fu considerata in maniera molto negativa dalla giovane tedesca, che criticava fortemente il costume americano soprattutto nel suo modo di vivere la religiosità, considerato scarsamente aderente ai precetti del protestantesimo.
Tornata in patria superò brillantemente gli esami per la scuola superiore e iniziò a studiare scienze dell'educazione e lingua e letteratura inglese e tedesca all'Università di Tubinga. Qui conobbe il giovane Bernward Vesper (1938-1971), futuro membro della RAF, e figlio di Will Vesper (1882-1962), poeta e critico letterario, ed editore della rivista letteraria filo-nazista Die schöne Literatur. I due intrapresero una relazione sentimentale ed una collaborazione editoriale, che portò alla creazione di una piccola casa editrice che chiamarono Studio neue Literatur ed il cui primo lavoro fu una raccolta di poesie contro il nucleare, che raccoglieva numerosi poeti contemporanei, e successivamente una edizione bilingue delle poesie dello spagnolo Gerardo Diego. Anche a causa del rifiuto paterno del suo compagno, la Ensslin si trasferì con quest'ultimo a Berlino Ovest nell'estate del 1964, dopo aver ottenuto la licenza di insegnante di scuola elementare. I due continuarono a frequentare gli studi universitari presso la Libera Università di Berlino, dove la Ensslin terminò la sua tesi sul drammaturgo Hans Henny Jahnn.
Nel 1965 i due conobbero il poeta marxista Günther Maschke (1943-2022), membro dell'Internazionale Situazionista (nell'ultimo  periodo  della sua vita sarà uno degli esponenti della Nuova Destra) che aveva sposato la sorella minore della Ensslin, Johanna. Nel frattempo entrarono in contatto con l'ambiente della SPD, per la quale lavorarono nei comitati elettorali, per le elezioni parlamentari del 1965.

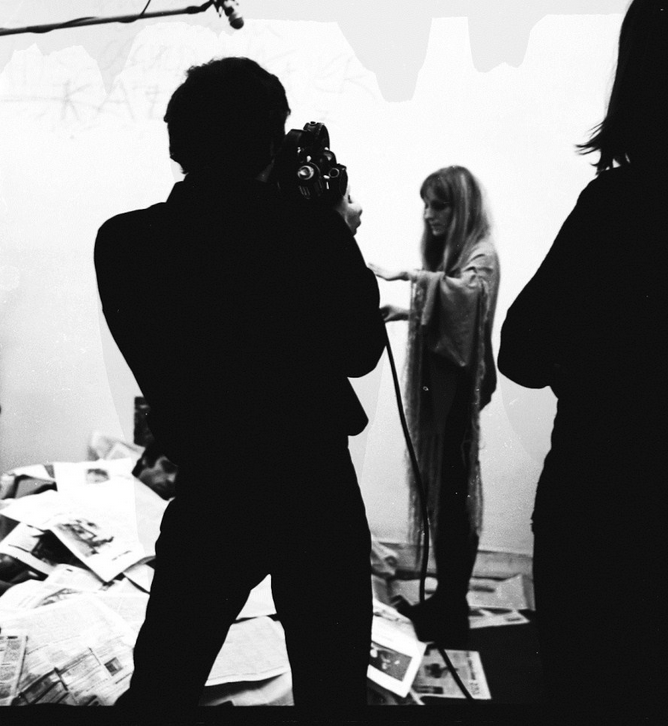
Das Abonnement, del 1967, breve film di 12 minuti con Lienhard Brunner. Nella foto il regista Alí Limonadi riprende Gudrun Ensslin, neo-attrice

Nel 1967 la Ensslin girò per il regista iraniano Alí Limonadi, (allora residente in Germania Ovest, poi dal 1979, data del ritorno di Khomeini in Iran, emigrato in USA), un cortometraggio di 12 minuti (il film è stato a lungo considerato perduto) "Das Abonnement" nel quale interpreta il personaggio Rosa Enslin (una "s" in meno) fotomodella e amante di un giovane ossessionato dalle brutte notizie e dalla corruzione del potere che gli giungono nel suo appartamento dal quotidiano Die Welt al quale è abbonato. Da quei fatti, nel filmato, faranno nascere le contestazioni studentesche scaturite anche dalla visita dello Scià di Persia a Berlino Ovest.
Nonostante avesse interrotto gli studi universitari, l'attività di critica letteraria di Bernward Vesper iniziò a raccogliere i primi frutti con sostanziosi guadagni, ed i due giovani progettarono di sposarsi e mettere alla luce un bambino, ma la relazione si interruppe bruscamente nell'estate del 1967, nonostante la nascita di Felix Robert, (il cui padrino fu Rudi Dutschke), con l'arrivo in città di Andreas Baader. Dopo che i due si conobbero nacque subito una relazione, che portò al distacco da Bernward Vesper e all'abbandono del piccolo Felix Robert, il quale, dopo il suicidio del padre nel 1971, venne assegnato a dei lontani parenti.
I due parteciparono ai movimenti studenteschi del '68 in Germania Ovest ed aderirono alla Außerparlamentarische Opposition (APO), un movimento di opposizione extraparlamentare. Nell'aprile 1968 vennero arrestati insieme a Thorwald Proll (nato nel 1941) e Horst Söhnlein (1942-2023), a Francoforte sul Meno, e, dopo essere stati processati, vennero condannati a tre anni di reclusione. Dopo una burrascosa fuga nel settembre 1969, terminata in Italia, i tre fecero ritorno in patria nel 1970. Baader venne nuovamente arrestato a Berlino nell'aprile di quello stesso anno. Dopo aver pianificato la fuga di Baader insieme a Ulrike Meinhof, la Ensslin la attuò il 14 maggio 1970, data che viene utilizzata per sancire formalmente la fondazione della RAF.
Amburgo: l'arresto nella boutique
Il 1 giugno del 1972 Holger Meins (1941-1974), Andreas Baader e Jan-Carl Raspe furono arrestati a Francoforte sul Meno. Gudrun Ensslin riuscì a scappare e per sicurezza andò lontano, ad Amburgo. Fu però riconosciuta da un tassista (gli identikit con i  volti dei terroristi erano ovunque) e si infilò all'interno della boutique "Linette" in Jungfernstieg nr. 41-42, (oggigiorno c'è un fast food) verso le ore 12.50 mischiandosi con le clienti. Resta a lungo dentro sentendosi più  sicura mentre il personale sistema i capi in ordine. Verso le ore 14 in uno degli stanzini adibiti come spogliatoi per le clienti, una commessa nota una giacca in pelle,  la solleva per risistemare meglio la giacca (appartenente, da quello che vede, ad una cliente che sta provando dei maglioni più  avanti) ma benché sottile, le risulta stranamente pesante, a questo punto incuriosita tocca una tasca sentendo il grilletto di un'arma. A questo punto avverte la polizia da una stanza attigua, anche se c'è solo un sottile muro che la separa dalla sospettata. Ingenuamente chiede alle forze dell'ordine se ha fatto bene ad avvisarli perché ha trovato una cliente armata.
Gudrun Ensslin intanto non si accorge di nulla essendo impegnata a provare i vestiti. Arrivano davanti al negozio due vetture di pattuglia. Il poliziotto, come riferirà alla stampa, Ulf Mollhahn, non nota nulla di particolare dalle vetrine della boutique. Entra per primo e da solo. Nel negozio in quell'istante c'erano circa 20 persone, l'atmosfera era tranquilla. Una delle commesse indicò  la sospettata che si trovava in una parte rialzata già verso l'uscita. Il poliziotto ricorda che la donna "vedendo un agente di polizia cercò di evitare lo sguardo diretto guardando in basso a sinistra con la testa girata dall'altra parte".
Al momento i poliziotti non conoscevano l'identità della donna, ma quando quest'ultima fu alla sua altezza, vicino all'uscita, Millhahn, si avvicinò a lei (da destra) chiedendole cosa stesse succedendo. Quando ha visto che lei stava infilando la mano nella tasca destra della giacca senza proferire parola (sicuramente per estrarre un'arma da fuoco) lui ha sparato alla borsa strappandole la mano dalla tasca e ha buttato a terra la signora con forza. Poi ha applicato la consueta manovra per un arresto: girare il braccio dietro la schiena e appoggiare un piede sull'altro, con mano libera, impedendole ogni movimento. 
Per questa operazione intervenne anche il collega di Millhahn, Reiner Freiberg. Sarà lui a frugare nella tasca destra della giacca e trovare una pistola carica. Addirittura venne trovata una seconda arma, pronta a sparare, nella borsetta. La donna arrestata verrà portata, vista la gravità della situazione, nella sede centrale, il Polizeipräsidium. Gudrun Ensslin non venne riconosciuta come raffigurata sui manifesti dei ricercati con capelli lisci e biondi, perché aveva i capelli tinti di scuro e crespi. Sarà solo il confronto delle impronte digitali a fare chiarezza: si trattava proprio della terrorista della RAF ricercata a livello internazionale per rapine in banca e attentati dinamitardi.
In un messaggio segreto dal carcere alla Meinhof, Gudrun Ensslin scriverà più tardi: "È successo così in fretta che sono riuscita a tirare fuori la mano dalla tasca solo con la pistola mezza rotta dalle zampe dei poliziotti". Venne imprigionata in attesa di giudizio nell'ala di massima sicurezza del carcere di Stammheim, al settimo piano (Justizvollzugsanstalt Stuttgart-Stammheim), dove il 18 ottobre 1977 fu trovata morta insieme a Andreas Baader e Jan-Carl Raspe (nato nel 1944): loro colpiti da armi da fuoco, lei strangolata da un cavo telefonico. La notizia venne data dalle autorità come suicidio collettivo. 
Le registrazioni su nastro, effettuate tra l'agosto 1975 e il febbraio 1977, furono parzialmente pubblicate e si trovano ora nell'Archivio di Stato del Baden-Württemberg.
I contrasti con Ulrike Meinhof
Inoltre è emerso che, soprattutto alla fine, i rapporti con Ulrike Marie Meinhof, deceduta l'anno precedente, fossero molto tesi specie quelli riguardanti i fascicoli del testimone chiave Karl-Heinz Ruhland (marzo 1976) che Ulrike Meinhof avrebbe dovuto richiedere all'avvocato Ströbele. Ruhland aveva appena rilasciato un'intervista al settimanale Spiegel. Andreas Baader, sorvegliato dai secondini, fu visto stracciare alcuni testi di Ulrike Meinhof o segnarne altri con la parola  "scheisse" (merda). Nel periodo marzo e aprile 1976 il conflitto soprattutto con la Ensslin si intensificò. Il litigio tra le due donne può essere ricostruito nei frammenti confiscati dagli agenti BKA del penitenziario di massima sicurezza.
La Ensslin ha ricevuto la lettera di Ulrike Meinhof prima di spedirla per il controllo: "Poiché la cosa di Ulrike fa un'impressione visivamente lacunosa", si corregge, "la riscriverò a macchina prima di spedirla e tralascerò una frase finale perché non potrebbe più esprimere il nostro rapporto con Ströbele. (1939-2022, l'avvocato difensore)
E inoltre eliminerò due o tre di quelle parole riempitive di lusso, che fanno perdere tempo, come eben (semplicemente)..."
L'unica a sopravvivere al preteso suicidio collettivo, la terrorista Irmgard Möller (nata nel 1947), ha sempre sostenuto, insieme ai legali dei suicidi, che la morte della Ensslin e degli altri appartenenti alla RAF sia in realtà stato frutto di un omicidio di Stato. 

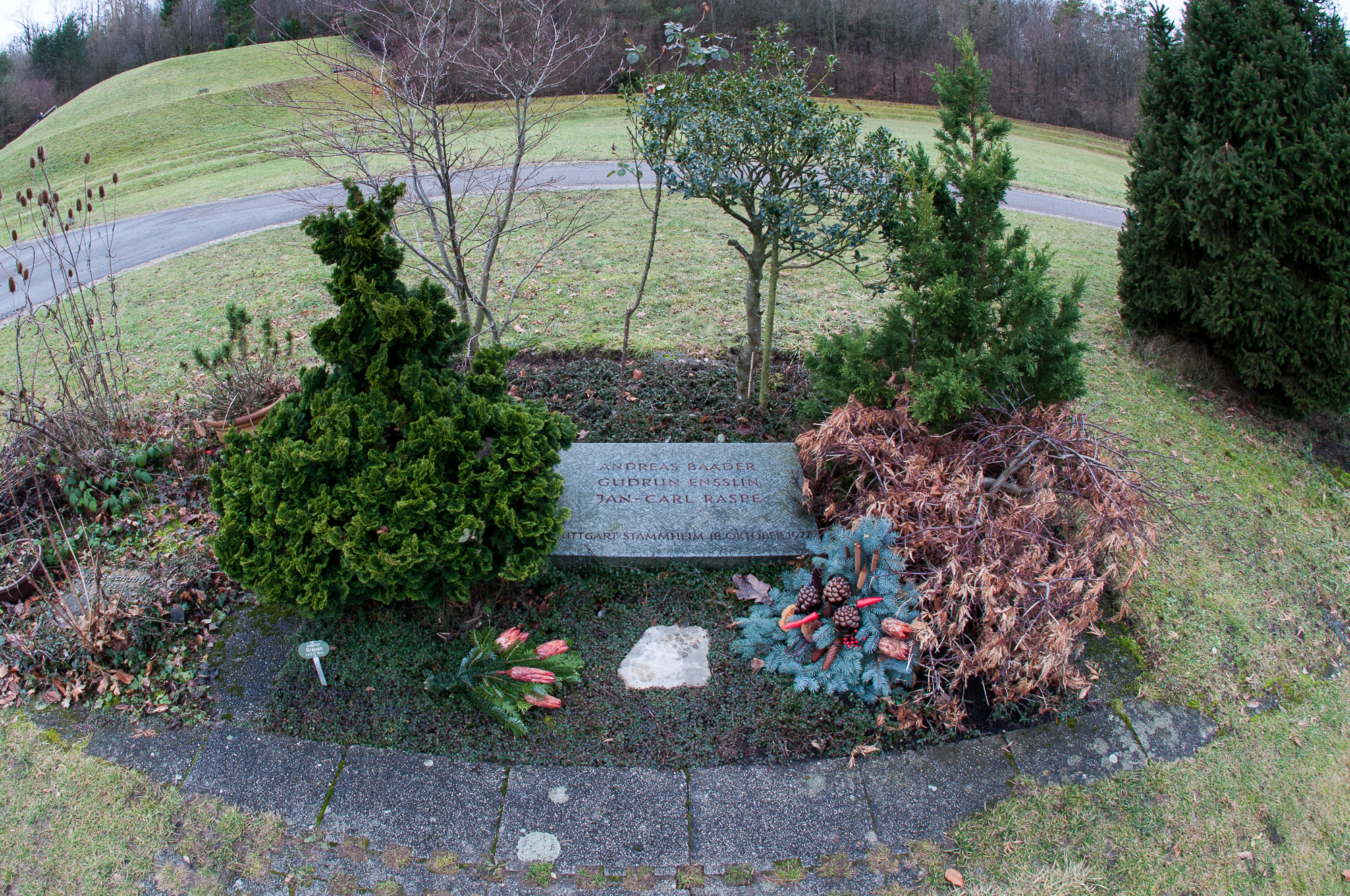
La tomba di Andreas Baader, Gudrun Ensslin und Jan-Carl Raspe, Dornhaldenfriedhof a Stuttgart-Degerloch-tomba 99

La Ensslin venne sepolta il 27 ottobre 1977 (insieme a Raspe e Baader nella stessa tomba) presso il cimitero Dornhaldenfriedhof di Stoccarda.
La sorella maggiore, l'attivista Christiane Ensslin (1939-2019), (autrice con Margarethe von Trotta di un libro su Rosa Luxemburg) cercò di stabilire contatti con i parenti delle vittime del terrorismo, come il figlio del diplomatico, vittima di un attentato a Bonn e stretto collaboratore di Hans-Dietrich Genscher, Gerold von Braunmühl (1935-1986), attivo nella NATO che era favorevole a buone relazioni con il blocco orientale e intensamente impegnato su quel fronte.
Nel 2005 diede alle stampe, insieme col fratello Gottfried (1946-2013), un libro ("Zieht den Trennungsstrich, jede Minute" - Briefe an ihre Schwester Christiane und ihren Bruder Gottfried aus dem Gefängnis 1972-73: "Segna la linea di separazione, ogni minuto" - Lettere a sua sorella Christiane e suo fratello Gottfried dal carcere").

## Filmografia
- Das Abonnement (cortometraggio 1967), regia di Alì Limonadi
- Anni di piombo (Die bleierne Zeit), regia di Margarethe von Trotta (1981)
- Stammheim - Il caso Baader-Meinhof (Stammheim), regia di Reinhard Hauff (1986)
- La banda Baader Meinhof (Der Baader Meinhof Komplex), regia di Uli Edel (2008)